# Parotocinclus eppleyi
Parotocinclus eppleyi is een straalvinnige vissensoort uit de familie van de harnasmeervallen (Loricariidae). De wetenschappelijke naam van de soort is voor het eerst geldig gepubliceerd in 1993 door Schaefer & Provenzano.